# Mao (nước)
Mao (tiếng Trung: 毛; bính âm: Máo) là một nước chư hầu thời Xuân Thu Chiến Quốc trong lịch sử Trung Quốc. Quốc quân họ Cơ, mang tước vị bá tước, vua kiến quốc Mao Thúc Trịnh là em út của Chu Vũ vương, đất phong thuộc vào lãnh thổ nhà Chu. Nước này về sau bị Tần tiêu diệt vào năm 516 TCN.

## Vua nước Mao
| Thụy hiệu               | Họ tên        | Thời gian trị vì     | Thân phận và ghi chú                               |
| ----------------------- | ------------- | -------------------- | -------------------------------------------------- |
| Mao Thúc Trịnh 毛叔鄭   | Cơ Trịnh 姬鄭 | thời Chu Vũ vương    | con thứ 9 của Chu Văn vương                        |
| Mao Ý công 毛懿公       |               |                      | lấy tư liệu ở Trúc thư kỷ niên (竹書紀年)          |
| đời sau không rõ        |               |                      |                                                    |
| Mao công Lữ 毛公旅      | Cơ Lữ 姬旅    |                      | lấy tư liệu ở Mao công Lữ phương đỉnh (毛公旅方鼎) |
| đời sau không rõ        |               |                      |                                                    |
| Mao Ban 毛班            | Cơ Ban 姬班   |                      | lấy tư liệu ở Mục thiên tử truyện (穆天子傳)       |
| đời sau không rõ        |               |                      |                                                    |
| Mao công Hâm 毛公歆     | Cơ Hâm 姬歆   |                      | lấy tư liệu ở Mao công đỉnh (毛公鼎)               |
| đời sau không rõ        |               |                      |                                                    |
| Mao công Âm 毛公音      | Cơ Âm 姬音    | thời Chu Tuyên vương | lấy tư liệu ở Mao công đỉnh                        |
| Mao bá Dực Phụ 毛伯翌父 | Cơ Dực 姬翌   | thời Chu U vương     | lấy tư liệu ở Mao Bá Dực Phụ đỉnh (毛伯翌父鼎)     |
| đời sau không rõ        |               |                      |                                                    |
| Mao bá Vệ 毛伯卫        | Cơ Vệ 姬衛    | ?— 594 TCN           |                                                    |
| đời sau không rõ        |               |                      |                                                    |
| Mao bá Quá 毛伯过       | Cơ Quá 姬过   | ?—524 TCN            |                                                    |
| Mao bá Đắc 毛伯得       | Cơ Đắc 姬得   | 524 TCN—516 TCN      | bị Tần Ai công tiêu diệt                           |